# Plaisance (Aveyron)
Plaisance é uma comuna francesa na região administrativa de Occitânia, no departamento de Aveyron. Estende-se por uma área de 14 km². Em 2010 a comuna tinha 225 habitantes (densidade: 16,1 hab./km²).